# چروونا گورکا (استان اشوی‌داشکسیه)
چروونا گورکا (به لهستانی: Czerwona Górka) یک منطقهٔ مسکونی در لهستان است که در گمینا وانچنا واقع شده‌است. چروونا گورکا ۳۶۹ نفر جمعیت دارد.